# Фалкенберг (Доња Баварска)
Фалкенберг (њем. Falkenberg) општина је у њемачкој савезној држави Баварска. Једно је од 31 општинског средишта округа Ротал-Ин. Према процјени из 2010. у општини је живјело 3.909 становника. Посједује регионалну шифру (AGS) 9277119.

## Географски и демографски подаци
Фалкенберг се налази у савезној држави Баварска у округу Ротал-Ин. Општина се налази на надморској висини од 487 метара. Површина општине износи 66,5 km². У самом мјесту је, према процјени из 2010. године, живјело 3.909 становника. Просјечна густина становништва износи 59 становника/km².